# Бібліотека Кременчуцької гуманітарно-технологічної академії
Бібліотека Кременчуцької гуманітарно-технологічної академії є структурним підрозділом КГТА.

## Історія
Організована в 1969 році. Основою її фондів стала книгозбірня Лохвицького педагогічного училища.
У 2001 бібліотека отримала нові приміщення.
З 2005 року в бібліотеці введено у дію автоматизовану систему UniLib.

## Загальний опис
Сьогодні бібліотека — це декілька книгосховищ, абонемент, читальна зала на 100 місць, обладнана комп'ютерною технікою, та читальна зала в гуртожитку.
- Загальна площа — 340,3 м².
- Бібліографічні записи електронного каталогу — 48 тис.
- Книжковий фонд — 93 тис. документів.
- Щорічне поповнення фонду — 3 тис. примірників.
- Передплата — 75 видань.
- Кількість читачів протягом року — 3 тис. осіб.
- Книговидача протягом року — 95 тис. документів.
- Парк комп'ютерів — 20.